# Adrian Gray
Adrian Gray (Hastings, 28 februari 1981) is een Engelse darter. Sinds 2003 speelt hij zijn wedstrijden bij de Professional Darts Corporation. Zijn bijnaam luidde eerst 3 Styler, maar tegenwoordig wordt hij The Conqueror genoemd.

## Carrière
Gray begon met darten op zijn achttiende en drie jaar later versloeg hij John Part al. Tijdens zijn debuut op televisie, in 2003 op de UK Open versloeg hij onder andere Colin Lloyd.
In 2006 maakte Gray zijn debuut op het Ladbrokes World Darts Championship. Hij won van Ronnie Baxter in de eerste ronde en verloor in de tweede ronde van Darren Webster. Een jaar later haalde Gray de halve finale van de Antwerp Darts Trophy, waarmee hij kwalificatie afdwong voor het World Matchplay, waar hij in de eerste ronde werd uitgeschakeld door Kevin Painter.
In 2007 zorgde Gray voor een grote verrassing tijdens de World Grand Prix. Hij versloeg Phil Taylor en werd hiermee de derde speler in de geschiedenis van dit toernooi die deze prestatie leverde. In 2008 nam hij deel aan het Wereldkampioenschap, waar hij ver hoopte te komen na zijn overwinning op Taylor. Hij werd echter in de eerste ronde al uitgeschakeld door Mark Walsh. In hetzelfde jaar haalde hij de derde ronde van het UK Open en de kwartfinale van de Las Vegas Desert Classic.

## Resultaten op Wereldkampioenschappen

### PDC
- 2007: Laatste 32 (verloren van Darren Webster met 1-4)
- 2008: Laatste 64 (verloren van Mark Walsh met 2-3)
- 2009: Laatste 64 (verloren van Paul Nicholson met 0-3)

## Resultaten op de World Matchplay
- 2007: Laatste 32 (verloren van Kevin Painter met 10-12)
- 2008: Laatste 32 (verloren van Dennis Priestley met 8-10)